# Gāo
Gāo (皋) fue el 15º rey de la legendaria Dinastía Xia de China. Posiblemente gobernó 11 años. Durante el tercer año de su régimen, restauró el poder de Tunwei (豕韦) al que su padre Kǒng Jiǎ había cesado como jefe de Estado.
Su hijo fue Fā.